# Mont Chipka
Le mont Chipka (en bulgare : връх Шипка) est un sommet de la chaîne du Grand Balkan, dans le centre de la Bulgarie.
Il fut le siège des batailles de Chipka en 1877-1878, qui permirent la création de la Bulgarie moderne.
Ce dernier se situe dans le parc naturel Balgarka.